# Chrysopa perplexa
Chrysopa perplexa is een insect uit de familie van de gaasvliegen (Chrysopidae), die tot de orde netvleugeligen (Neuroptera) behoort. 
Chrysopa perplexa is voor het eerst wetenschappelijk beschreven door McLachlan in 1887.